# Mezoekonomia
Mezoekonomia − subdyscyplina ekonomii, badająca instytucjonalne aspekty gospodarki niebędące przedmiotem analiz w mikroekonomii i makroekonomii. Zalicza się do nich m.in. systemy gospodarcze znajdujące się na poziomie pośrednim między gospodarką narodową a poziomem przedsiębiorstw i instytucji, takie jak branże i sektory.